# Pseudacanthops
Pseudacanthops är ett släkte av bönsyrsor. Pseudacanthops ingår i familjen Acanthopidae.
Kladogram enligt Catalogue of Life:
| Pseudacanthops | \| \| Pseudacanthops caelebs \| \| \| \| \| \| Pseudacanthops lobipes \| \| \| \| \| \| Pseudacanthops spinulosa \| \| \| \| |
|                | \| \| Pseudacanthops caelebs \| \| \| \| \| \| Pseudacanthops lobipes \| \| \| \| \| \| Pseudacanthops spinulosa \| \| \| \| |
|                | Acanthops |
|                | |
|                | Acontista |
|                | |
|                | Astollia |
|                | |
|                | Callibia |
|                | |
|                | Decimiana |
|                | |
|                | Lagrecacanthops |
|                | |
|                | Metilia |
|                | |
|                | Miracanthops |
|                | |
|                | Paratithrone |
|                | |
|                | Raptrix |
|                | |
|                | Stenophylla |
|                | |
|                | Tithrone |
|                | |
|                | Pseudacanthops caelebs |
|                | |
|                | Pseudacanthops lobipes |
|                | |
|                | Pseudacanthops spinulosa |
|                | |

|  | Pseudacanthops caelebs   |
|  |                          |
|  | Pseudacanthops lobipes   |
|  |                          |
|  | Pseudacanthops spinulosa |
|  |                          |